# Puits des Âmes

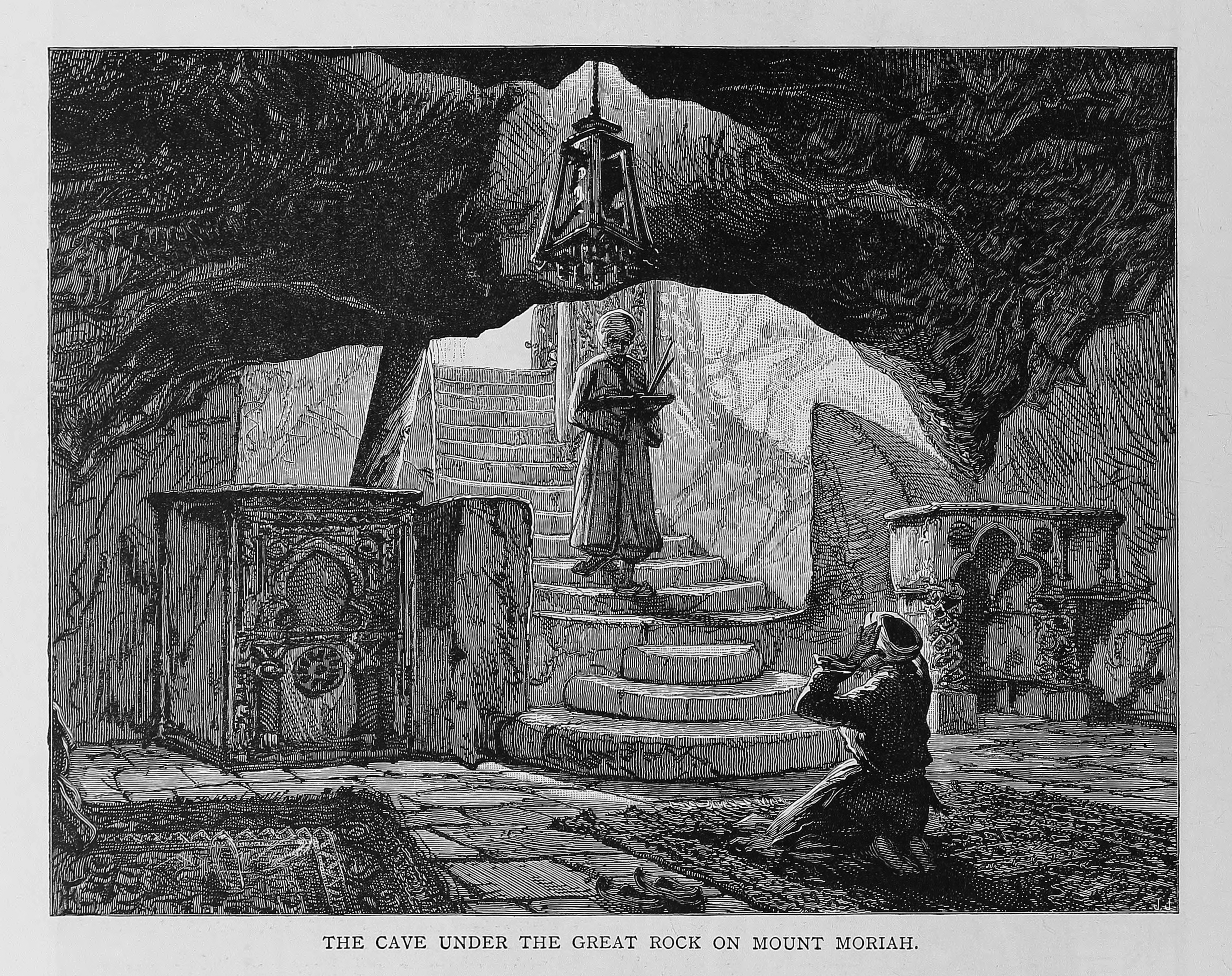
Vue de la grotte le Puits des âmes, gravure de 1880.

Le puits des Âmes (arabe : Bir el- Arweh, Bir el- Arwah ou Bir al- Arwah) ou la grotte des Esprits est une grotte en partie artificielle située dans le rocher de la Fondation, lui-même dans le dôme du Rocher à Jérusalem.
Le nom vient d'une ancienne croyance islamique du Moyen Âge disant que les âmes séjournaient dans cet endroit jusqu'au Jugement dernier.

## Historique
Ce lieu a une signification particulière puisque ce serait l'endroit qui a servi de dépôt à l'Arche de l'Alliance, toutefois certaines hypothèses parlent d'une grotte se trouvant juste en dessous et dont seule une légère dépression reste visible. Aucune recherche archéologique n'a été entreprise pour des raisons idéologiques et cela ne devrait pas changer dans un avenir proche.
Selon certaines interprétations musulmanes, lors du jugement dernier la pierre Kaaba viendra ici rejoindre le Rocher de la Fondation.
Le Talmud parle de cette pierre comme le centre du monde et sert de couverture pour les Abysses (l'Apsû sumérien) contenant les eaux furieuses du déluge.
La grotte a été vénérée dès 902 selon Ibn al-Faqih. De même la tradition musulmane la place  au centre du monde et sur un puits sans fond avec des eaux qui coulent vers le Paradis. Un palmier est dit de sortir ici de la rivière du paradis pour soutenir la pierre. Noé aurait atterri ici après le Déluge. On peut entendre les âmes des morts attendant le Jugement dernier.
Après la prise de Jérusalem par les croisés en 1099, les Européens ont transformé le Dôme du Rocher en église et  l'ont appelé le Templum Domini. Ils ont fait des changements radicaux ; ils ont creusé la roche pour construire des escaliers et ont couvert le sol de marbre. Ils ont élargi l'entrée principale de la grotte et probablement sont aussi responsables de la création du trou au centre de la grotte. Les croisés l'ont appelé le « Saint des Saints » et vénéré comme le site de l'Annonciation de Jean Baptiste ; ce dernier point se révéla ensuite erroné.

## Description

### L'entrée

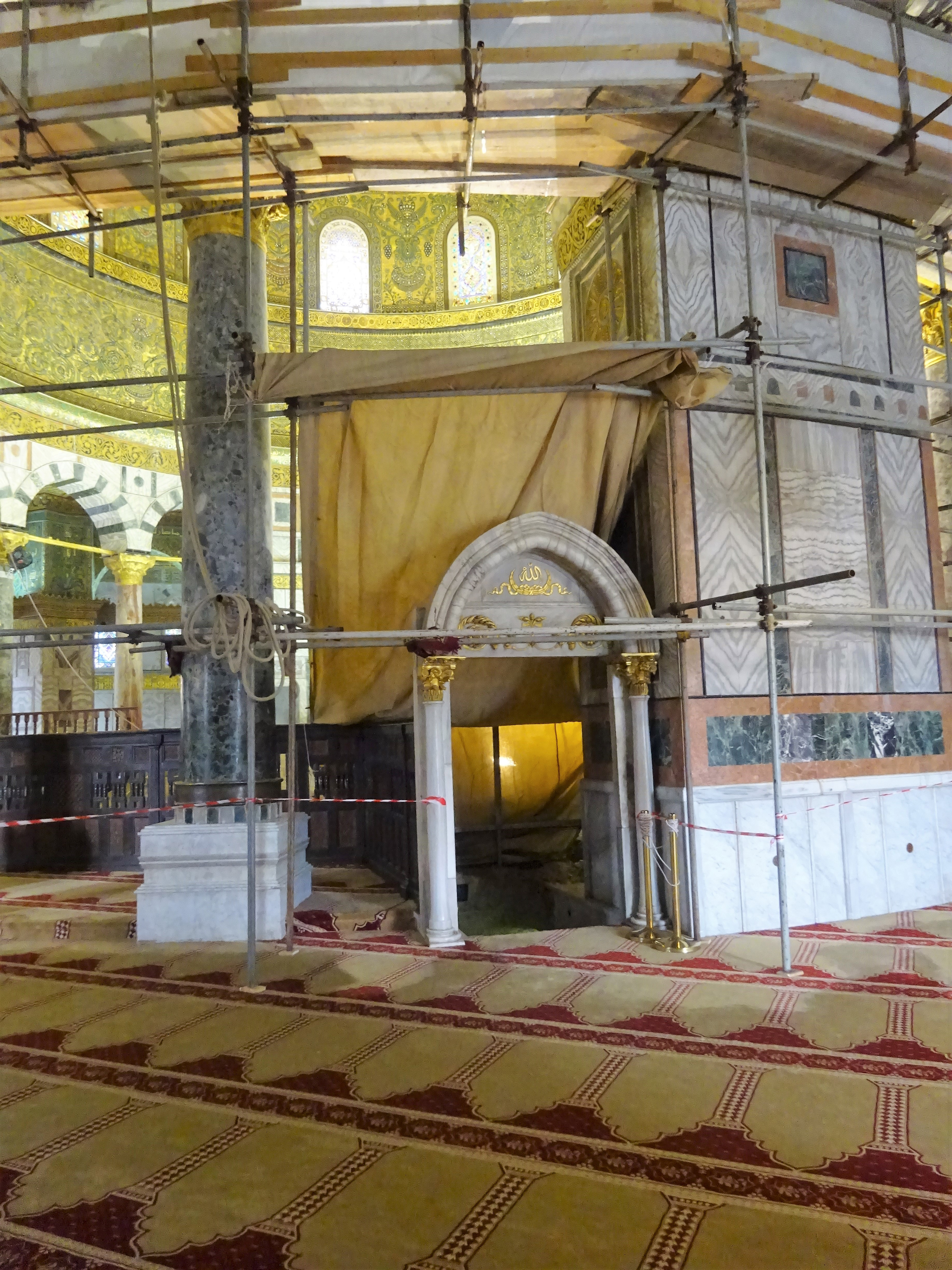
Entrée du puits des âmes, dans le dôme du Rocher, en 2018.

L'entrée se fait sous le Dôme, au sud-est du Rocher de la Fondation, par une descente de 16 marches en marbre à travers un passage ouvert aux temps des croisades.
C'est peut-être la plus ancienne Mihrab sinon une des plus anciennes puisque datant du IXe siècle, certains parlent du VIIe siècle du temps de ʿAbd Al-Malik. À gauche une petite niche est dédiée à David, à droite une autre est dédiée à Salomon.

### La grotte
La grotte est à peu près carré un peu moins de 6 m de côté, avec un plafond allant de 1,5 m à 2,5 m de hauteur. Au nord un petit reliquaire est dédié à Abraham, un autre au nord ouest à Élie. Elle est pourvue d'éclairage électrique et de ventilateurs.

### L'accès
Depuis la seconde intifada (2002), le Waqf de Jérusalem ne permet pas aux non-musulmans la visite des lieux de culte de l'Esplanade.

### Le trou central
Au centre du plafond un trou de 0,46 mètre de diamètre et de 1,7 mètre de profondeur monte jusqu'à la surface de la pierre supérieure. C'est peut-être le vestige d'une fosse commune vieille de 4 000 ans,. Selon une autre théorie, ce serait une cheminée d'aération pour évacuer la fumée des bougies du sanctuaire. D'autres encore parlent d'un système de drainage du sang des sacrifices de l'autel du Temple. Aucune trace de cordage n'est visible, il a donc été conclu que l'utilisation n'était pas celle d'un puits avec la grotte servant de citerne. Le plafond de la grotte semble naturel, tandis que le plancher a été longtemps pavé de marbre et recouvert de moquette.

## Le site de l'Arche
Il est généralement admis, que cet endroit, sous le contrôle du Waqf, est le Saint des Saints du Temple.

## Littérature
La plus vieille mention connue est celle d'un pèlerin connu sous le nom de Anonyme de Bordeaux qui s'est rendu à Jérusalem en 333.
L'historien perse Ibn al-Faqih au Xe siècle parle du puits des âmes comme d'un lieu sacré pour les musulmans.

## Dans la culture populaire
L’expression « puits des Âmes » est présente dans plusieurs œuvres ou objets relevant de la culture populaire : 
- dans le jeu  The Legend of Spyro - The Eternal Night, sur PS2, Nintendo DS, Wii et Game Boy Advance, le « Puits des Âmes » est l'endroit où on affronte le boss final, Gaul. Spyro acquiert une force obscure qui le rend maléfique, mais qui lui permet de vaincre Gaul ;
- dans Les Aventuriers de l'arche perdue ;
- dans le film Tomb Raider ;
- dans le jeu Darksiders ;
- dans la série Dig.
- dans le film la 7ème Prophétie